# Юліус Няттінен
Юліус Няттінен (фін. Julius Nättinen; 14 січня 1997, м. Ювяскюля, Фінляндія) — фінський хокеїст, центральний нападник. Виступає за «Беррі Колтс» в ОХЛ.
Вихованець хокейної школи ЮІП (Ювяскюля). Виступав за ЮІП (Ювяскюля).
У чемпіонатах Фінляндії — 10 матчів (0+3), у плей-оф — 0 матчів (0+0).
У складі юніорської збірної Фінляндії учасник чемпіонату світу 2015.
Досягнення
- Срібний призер юніорського чемпіонату світу (2015)